# NGC 2523C
NGC 2523C је елиптична галаксија у сазвежђу Жирафа која се налази на NGC листи објеката дубоког неба.
Деклинација објекта је + 73° 19' 5" а ректасцензија 8h 17m 44,2s. Привидна величина (магнитуда) објекта NGC 2523 износи 13,3 а фотографска магнитуда 14,3. NGC 2523C је још познат и под ознакама UGC 4290, MCG 12-8-32, CGCG 331-33, NPM1G +73.0036, PGC 23247.